# Anthenea elegans
Anthenea elegans är en sjöstjärneart som beskrevs av Hubert Lyman Clark 1938. Anthenea elegans ingår i släktet Anthenea och familjen Oreasteridae. Inga underarter finns listade i Catalogue of Life.